# The Wild Bunch
The Wild Bunch (bra: Meu Ódio Será Sua Herança; prt: A Quadrilha Selvagem) é um filme western estadunidense de 1969, dirigido por Sam Peckinpah e estrelado por William Holden, Ernest Borgnine e Robert Ryan, entre outros.
O roteiro foi escrito por Walon Green, Roy N. Sickner e Sam Peckinpah. É um filme controverso pela sua violência estilizada, com muitas cenas filmadas em slow motion (câmera lenta). Em 1993 e em 2006, o filme foi remontado, e adicionados vários extras para o DVD, incluindo documentários de making-of. O tema principal do filme é o fim do Velho Oeste e da era do cowboy. O general mexicano aparece em um carro vermelho no lugar do cavalo. Dentre as armas do exército mexicano estão uma mortífera metralhadora M1917 Browning, que podia dizimar um pequeno exército. O lider da gangue, Pike, usa uma pistola automática M1911 no lugar do tradicional "seis-tiros". Muitos notam um paralelo da violência do filme com a guerra do Vietnã, que estava em pleno desenrolar na época das filmagens.
Em 1999, o U.S. National Film Registry o selecionou para preservação na Biblioteca do Congresso, como sendo de grande significância cultural, histórica e estética. O filme foi considerado o 80º melhor filme norte-americano pelo American Film Institute.  Em 2008, o AFI também o classificou como o 6º melhor western de todos os tempos.

## Sinopse
Conta a história de uma veterana quadrilha de foras-da-lei, os Wild Bunch (Bando Selvagem), remanescentes da famigerada quadrilha dos Dalton, que acaba se envolvendo na sangrenta revolução mexicana.
A história se passa em 1913, no auge da Revolução Mexicana. Na fictícia cidade de San Rafael, Texas (nome de uma academia militar da Califórnia onde Peckinpah serviu, também chamada de Starbuck), os Wild Bunch, a gangue liderada por Pike Bishop (Holden) e que incluía Dutch Engstrom (Borgnine), os irmãos Lyle (Warren Oates) e Tector Gorch (Ben Johnson), Angel (Jaime Sánchez) e Crazy Lee (Bo Hopkins) dentre outros, chega com metade deles vestidos de soldados estadunidenses. Não se detéem, mas parecem sentir um mau presságio quando na entrada da cidade, avistam um grupo de crianças que empurram um par de escorpiões para um formigueiro, se divertindo com a imagem da violência no meio natural.
A gangue invade um escritório da estrada de ferro para roubá-lo, mas no telhado de um hotel do outro lado da rua, os caçadores de recompensa liderados por Deke Thornton (Ryan), que já fora amigo de Pike, estavam à espera deles. Apesar da emboscada e depois de intenso tiroteio, a gangue consegue escapar. Os bandidos sobreviventes fogem para uma pequena cidade do México, onde outro comparsa, Freddie Sykes (Edmond O'Brien), os espera com cavalos e suprimentos.
Pike e seus homens vão para Água Verde, a vila de Angel, onde ficam alguns dias. Pike fica sabendo que a vila fora saqueada pelo General Mapache (Emilio Fernandez), um bandido protegido pelo governo de Victoriano Huerta e que o pai de Angel fora morto. A gangue então vai para o quartel-general de Mapache, para negociar seus cavalos. Angel vê uma ex-namorada com Mapache e atira nela, que cai nos braços do general que, bêbado, não se importa e apenas ri de Angel. Pike e Dutch negociam um roubo de armas com Mapache e seu conselheiro militar alemão, mas deixam que Angel leve uma parte da munição para os rebeldes. Mapache fica sabendo do roubo e captura Angel e o tortura. Pike e Dutch resolvem enfrentar Mapache e resgatar Angel e com isso selam seu destino.

## Elenco
- William Holden.... Pike Bishop
- Ernest Borgnine.... Dutch Engstrom
- Robert Ryan.... Deke Thornton
- Edmond O'Brien.... Freddie Sykes
- Emilio Fernandez ... Mapache
- Warren Oates.... Lyle
- Jaime Sánchez.... Angel
- Ben Johnson.... Tector Gorch
- Strother Martin ...  Coffer
- L.Q. Jones ... T.C
- Bo Hopkins.... Crazy Lee

## Prêmios e indicações
- Indicado para o Óscar como melhor canção e melhor roteiro original.